# Liolaemus pipanaco
Liolaemus pipanaco — вид ігуаноподібних ящірок родини Liolaemidae. Ендемік Аргентини.

## Поширення і екологія
Liolaemus pipanaco відомі з типової місцевості в провінції Катамарка, а також з місцевості в районі солончака Салар-де-Піпанако на території провінції Ла-Ріоха . Вони живуть в солончаковій пустелі, на висоті 800 м над рівнем моря. Живляться комахами, відкладають яйця.